# ليونارد سيرل
ليونارد سيرل (بالإنجليزية: Leonard Searle)‏ هو عالم فلك أمريكي، ولد في 23 أكتوبر 1930، وتوفي في 2 يوليو 2010.